# 43-as busz (Hódmezővásárhely)
A Hódmezővásárhelyi 43-as jelzésű autóbusz a Szivárvány otthon - Tabáni piactér (körjárat) megállóhelyek között közlekedik. A viszonylatot a Joványbusz üzemelteti.

## Közlekedése
Munkanapokon (hétfő-péntek) 7 órától este 18 óráig közlekedik.
Szombaton reggel 6 órától dél 11-ig közlekedik.

## Útvonala
| Körjárata |
| --- |
| - Szivárvány otthon - Serház tér - Csalogány utca - Vásártér (Serház tér) - Simonyi utca - Gomba utca - Bajza utca - Kálvin János tér (Petőfi utca) - Emlékpont - Oldalkosár utca - Hősök tere - Petőfi utca (Főiskola) - Petőfi utca (Háztartási bolt) - Kálvin János tér (Zsinagóga) - Piactér - Katolikus temető - Rárósi út (Arany utca) - Növényvédő állomás - Gerle utca - Búza utca - Mester utca ABC - Nyárfa utca - Jókai utca - Sárkány utca (Lévai utca) - Pálffy utca - Lázár utca - Zsoldos utca - Kórház (Kodály Zoltán utca) - Hősök tere - Könyvtár (Buszpályaudvar) - Bajcsy - Zsilinszky utca - Mátyás utca - Bajza utca - Gomba utca - Simonyi utca - Körte utca - Szivárvány otthon |